# Capitano Flint
Il capitano J. Flint (chiamato anche Josuah o capitan Flint) è un personaggio del romanzo L'isola del tesoro, dello scrittore scozzese Robert Louis Stevenson.
Si tratta di uno spietato pirata che nasconde il proprio favoloso tesoro, frutto di innumerevoli arrembaggi e scorrerie, su un'isola sperduta, presumibilmente nei Caraibi. Sbarcato su di essa con altri sei fuorilegge della sua ciurma, torna alla nave Tricheco (Walrus), ormeggiata nei paraggi, solo. Il ritrovamento della mappa, unico indizio lasciato dal filibustiere circa il nascondiglio del leggendario tesoro, costituisce il nucleo narrativo del libro.

## Descrizione

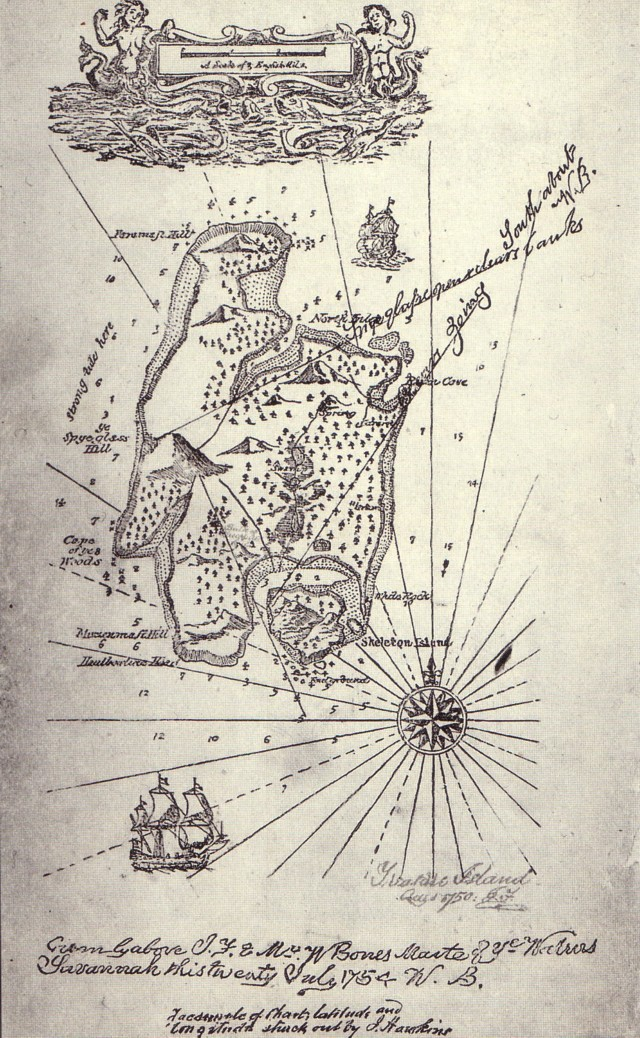
La mappa del tesoro di Flint creata da Robert Louis Stevenson

Vissuto nella prima metà del Settecento, il capitano Flint morì a Savannah nel 1754: lo afferma Billy Bones, nostromo del suo equipaggio, alloggiato nella locanda all'Ammiraglio Benbow.
Nel romanzo non compare come personaggio attivo: la sua personalità e la sua vita sono tratteggiate dalle parole dei suoi ex compari di bordo, in particolare Long John Silver, che possiede tra l'altro un pappagallo, di specie non espressamente dichiarata nel testo, il cui nome riecheggia quello del crudele Flint. Espressioni quali "Pezzi da otto" o "Per le corna di Belzebù", intercalate nel corso della narrazione come pronunciate dalla bestiola, rimangono vive nella memoria del lettore e riassumono in maniera eloquente lo spirito dell'opera: non a caso essa si chiude proprio con la reminiscenza, da parte del protagonista, del volatile e delle sue caratteristiche strida:
Erano settantacinque i membri del suo equipaggio, tra cui Billy Bones (nostromo, possessore della mappa), Cane Nero, Pew, Long John Silver (quartiermastro, l'unica persona al mondo che Flint avesse mai temuto), Israel Hands e Benjamin Gunn.

## Trasposizione televisiva

Jolly Roger di Flint alzata sulla Walrus

Ambientata circa vent'anni prima degli eventi narrati ne L'isola del tesoro, la serie televisiva Black Sails del 2014 segue le avventure del capitano Flint e della sua ciurma di pirati. Il suo nome si rivela essere semplicemente quello di "James" nell'episodio "VI.". Gli episodi "IX." e "XIII." rivelano inoltre che si tratta di un ex tenente di vascello della Royal Navy caduto in disgrazia, di nome James McGraw, respinto dal servizio e in esilio dall'Inghilterra per avere intrecciato una relazione amorosa con Lady Miranda e Lord Thomas Hamilton, il figlio di Lord Alfred Hamilton, signore titolare delle Isole Bahama. Ha adottato il nome di "Flint" da un uomo misterioso imbarcatosi sulla nave del nonno mentre era all'ancora e successivamente scomparso. È interpretato da Toby Stephens.